# FUNSUI
FUNSUI（フンスイ）はソニー・ミュージックレーベルズ発のSNS特化型レーベル。

## 概要
2022年（令和4年）7月22日、「昨今、音楽ストリーミングサービス・動画を利用したSNSが普及し、年齢・経歴・スキルを問わず、数多の才能を持ったアーティストが、発見され、シェアされ、ファンを獲得している。まるで“FUNSUI”のように湧き上がり、広がりを見せている才能溢れるアーティストに注目した、ソニーミュージック発のSNS特化型レーベル」として設立された。

## 所属アーティスト
- YOI（2022年 - ）[1]
- ぼっちぼろまる（2022年 - ）[2]
- 朝4時（2022年 - ）[3]
- 三浦寿莉（2023年 - ）